# كالاو (ألمانيا)
كالوا (بالألمانية: Calau) هي مدينة و بلدة ألمانية تقع في ألمانيا في براندنبورغ.

## المدن التوأمة
مدن فيرزن و فالديفيا هي مدن توأمة لـكالوا.

## أعلام
- خواكيم جوتشلك
- جمال المعايطة